# Luis Pérez Romero
Pour les articles homonymes, voir Luis Pérez, Pérez et Romero.
Luis Pérez Romero est un coureur cycliste espagnol, né le 25 décembre 1980 à Madrid. 

## Palmarès
- 2000
  - Trofeo Ayuntamiento de Huarte
  - Oñati Saria
- 2003
  - Grand Prix Macario
  - 5ea étape du Tour de Navarre
  - 2e de la Coupe d'Espagne de cyclisme
  - 2e de la Clásica Ciudad de Torredonjimeno
  - 2e de la Clásica Internacional Txuma
- 2006
  - 2e étape du Tour de Catalogne
  - Tour de Chihuahua :
    - Classement général
    - 2e et 4e étapes

## Classements mondiaux
| Année            | 2005 | 2006 | 2007   |
| ---------------- | ---- | ---- | ------ |
| UCI America Tour |      |      | 41e    |
| UCI Europe Tour  | 928e |      | 1 260e |